# Thomas Hardy (militaire)
Pour les articles homonymes, voir Hardy et Thomas Hardy.
Thomas Masterman Hardy, 1er baronnet (5 avril 1769 – 20 septembre 1839), est un officier de marine britannique des XVIIIe et XIXe siècles. Il sert dans la Royal Navy et parvient au grade de Vice-Admiral.

## Biographie
Thomas Hardy était un récent descendant de huguenots qui avaient quitté leurs propriétés de l'ouest de la France en les laissant à un membre catholique de la famille.
Il sert sous les ordres d'Horatio Nelson. En 1796, il est désigné pour commander l'équipage de prise de la frégate espagnole Santa Sabina : devant une contre-attaque des Espagnols, il se dévoue pour les retarder et permettre à Nelson de s'échapper. Par la suite, il accompagne Nelson dans toutes ses campagnes, à Aboukir en 1798, à Copenhague en 1801. En 1805, il est le flag captain de l'amiral et commande le HMS Victory lors de la bataille de Trafalgar. Lors de l'agonie de Nelson, celui-ci lui lance le fameux « Embrasse-moi, Hardy ».
Il participe à la guerre anglo-américaine de 1812, puis devient First Sea Lord en 1830 et gouverneur du Greenwich Hospital.
Une colonne de 22 mètres, le monument Hardy, est érigé en son honneur près de Portesham (Dorset).
Thomas Hardy est l'un des personnages du film muet The Battle of Trafalgar, réalisé en 1911 par J. Searle Dawley.